# Moutier-Rozeille
Moutier-Rozeille este o comună în departamentul Creuse din centrul Franței. În 2009 avea o populație de 435 de locuitori.

## Evoluția populației
| An        | 1975 | 1982 | 1990 | 1999 | 2006 | 2009 |
| --------- | ---- | ---- | ---- | ---- | ---- | ---- |
| Populație | 493  | 475  | 446  | 435  | 440  | 435  |